# Toamasina (stad)
Toamasina (Frans: Tamatave) is een havenstad aan de oostkust van Madagaskar gelegen in de regio Atsinanana waarvan het de hoofdstad is. De naam betekent in het Malagassisch: het is zout. De stad telt ongeveer 200.568 inwoners (2005) en is daarmee na de hoofdstad Antananarivo de tweede stad van het land. Bij de laatste volkstelling van 1993 telde de stad 137.782 inwoners.

## Geschiedenis
De eerste aanval op Toamasina werd veroorzaakt doordat het leger van koningin Ranavalona I in de eerste jaren van Ranavalona's bewind een tekort had aan wapens en munitie. Dit nieuws bereikte Karel X van Frankrijk en hij zond in 1829 zes oorlogsschepen naar de oostkust van Madagaskar, waar ze op 14 oktober het vuur openden op Toamasina. De Fransen hadden een groot aantal woningen vernietigd. In 1834 liet Ranavalona daarom stenen versterkingen bouwen rond Toamasina.
De tweede aanval op Toamasina ontstond nadat koningin Ranavalona in 1845 had besloten dat buitenlanders geen handel meer mochten drijven. Frankrijk en Groot-Brittannië, die beide grote belangen bij de handel met Madagaskar hadden, bundelden hun krachten samen om de havenstad aan te vallen. De Britse fregat HM Conway en twee Franse oorlogsschepen beschoten de stad met kanonnen en vervolgens werden een Franse en een Britse groep soldaten naar het fort gezonden om het in te nemen. Er was een grote onderlinge wedijver tussen de twee groepen en de bestorming verliep verre van soepel. Het Merina-leger sloeg de aanval af en doodde daarbij een groot aantal soldaten. Ranavalona liet de hoofden van de soldaten aan palen spietsen, om Europa te tonen hoe onoverwinnelijk haar koninkrijk was. Na deze gebeurtenis verbraken Frankrijk en Groot-Brittannië alle resterende banden met Madagaskar en eisten van het koninkrijk een schadevergoeding van £3.125. Deze werd pas in 1853 uitbetaald door Europese handelaren uit Mauritius en de handel tussen Europeanen en het eiland werd weer toegelaten.
In 1916 stierf de verbannen Saidi Ali ibn Saidi Omar, Sultan van Grande Comore in ballingschap in Tamatave.
Tot 1 oktober 2009 lag Toamasina in de provincie Toamasina. Deze werd echter opgeheven en vervangen door de regio Atsinanana. Tijdens deze wijziging werden alle autonome provincies opgeheven en vervangen door de in totaal 22 regio's van Madagaskar.

## Infrastructuur
De stad heeft de belangrijkste haven van het land en is via een spoorweg en een autoweg verbonden met de hoofdstad Antananarivo. Door de stad stroomt het Canal des Pangalanes. De stad bestaat voor het grootste deel uit krottenwijken, maar is bekend om zijn kleurrijke markten. Twaalf kilometer ten noorden van Toamasina ligt het Zoölogisch park van Ivoloina, een zoölogisch park met een natuurreservaat dat jaarlijks veel bezoekers trekt. Ook bevindt zich hier de belangrijkste haven van Madagaskar: de haven van Toamasina.
Voor de kust ligt het eilandje Nosy Alanana.

## Geboren
- Antoine (1944), zanger
- Jacques Sylla (1946-2009), premier van Madagaskar (2002-2007)

## Stedenband
- Saint-Étienne (Frankrijk), sinds 1967